# Giuseppe Terrabugio
Giuseppe Terrabugio (* 13. Mai 1842 in Fiera di Primiero, Provinz Trient; † 9. Januar 1933 ebenda) war ein italienischer Organist, Kirchenmusiker und Komponist.

## Leben und Werk
Terrabugio begann seine Studien in Padua, setzte sie in München bei Joseph Gabriel Rheinberger fort und schloss sie 1883 in Mailand bei Giovanni Tebaldini ab, wo er auch die Zeitschrift Musica sacra gründete. Diese stand bis 1924 unter seiner redaktionellen Leitung. Mit Tebaldini arbeitete er im Jahr 1903 an der Umsetzung der Reform der italienischen Kirchenmusik gemäß dem Apostolischen Schreiben motu proprio Tra le sollecitudini.
Er war Lehrer an der Scuola Superiore di Musica Sacra in Mailand und verantwortlich für die Ordnung des Archivs der Kathedrale von Pavia. Im Jahr 1927 kehrte er an seinen Geburtsort Fiera di Primiero zurück. Er setzte sich aktiv für die geistliche Musik in Italien ein und übertrug aus dem Deutschen verschiedene fachliche Artikel über die Orgel und über den Gregorianischen Choral; darüber hinaus verfasste er die Orgelschule L'organista pratico (3 Bände).

## Kompositionen
- Stücke für Orchester
- 1 Messa solenne für Singstimmen und Orchester (1890)
- weitere Messen für 1 – 4 Stimmen
- 1 Requiem
- 1 Te Deum
- Vespern, Hymnen, Motetten, ambrosianische Gesänge und verschiedene weitere liturgische Gesänge
- Sonaten, Präludien, Fugen und andere Stücke für Orgel
- 1 Streichquartett.